# Latronico
Latronico község (comune) Olaszország Basilicata régiójában, Potenza megyében.

## Fekvése
A megye délnyugati részén fekszik, egy, az Sinni folyó fölé magasodó dombon. Határai: Carbone, Castelluccio Inferiore, Castelluccio Superiore, Castelsaraceno, Episcopia, Fardella és Lauria.

## Története
A település területét már a neolitikum során lakták, erre utalnak az itt talált régészeti leletek. Az ókorban görög telepesek lakták, majd az enotrik. Első írásos említése 1063-ból származik Syllabus Graecarum néven. A középkorban nápolyi nemesi családok birtoka volt, majd az itt megtelepedő jezsuitáké. A 19. század elején, amikor a Nápolyi Királyságban felszámolták a feudalizmust, önálló község lett.

## Népessége
A népesség számának alakulása:

## Főbb látnivalói
- Santa Maria delle Grazie-templom
- San Nicola-templom (12. század)
- San Egidio Abate-templom